# Университет Сассекса
Университет Сассекса (англ. University of Sussex) — университет в деревне Фалмер, Западный Сассекс, Великобритания. Кампусы университета расположены на территории национального парка Саут-Даунс, неподалёку от Брайтона.
Более чем треть студентов учится на последипломных программах, а около трети преподавателей являются иммигрантами.

## История
В попытке создать университет для обслуживания Сассекса в декабре 1911 года в Королевском павильоне в Брайтоне состоялось публичное собрание, чтобы найти способы финансирования строительства университета; проект был остановлен из-за Первой мировой войны, а собранные деньги были использованы вместо этого на создание книг для Муниципального технического колледжа.
Идея была возрождена в 1950-х годах, и в июне 1958 года правительство одобрило план корпорации по созданию университета в Брайтоне, который должен был стать первым из нового поколения университетов, известных как университеты из листового стекла. Университет был основан как компания в 1959 году, а Королевская хартия была выдана 16 августа 1961 года. Это был первый университет, основанный в Великобритании после Второй мировой войны. Организация университета открыла новые горизонты, увидев, что кампус разделен на учебные заведения, где студенты могут извлечь выгоду из междисциплинарной среды обучения. Сассекс будет подчеркивать междисциплинарную деятельность, так что студенты выйдут из университета с целым рядом фоновых или «контекстуальных» знаний, чтобы дополнить свои специальные «основные» навыки в определённой предметной области.

## Кампус
Университет расположен недалеко от города Брайтон и окружён национальным парком Саут-Даунс. Это единственный университет Англии, расположенный в национальном парке.
Кампус расположен в деревне Фалмер, он был спроектирован сэром Бэзилом Спенсом.
Главная библиотека университета расположена в центре кампуса. Её открыла королева в 1973 году. В библиотеке хранится более 800 000 книг, 58 000 журналов, много баз данных, цифровых архивов и личных архивов университета.

## Известные выпускники
- Иэн Макьюэн — писатель и сценарист.
- Фестус Могае — президент Ботсваны.
- Табо Мбеки — президент Южно-Африканской Республики.
- Карлос Альварадо Кесада — президент Коста-Рики.
- Рональд Сандерс — дипломат Антигуа и Барбуды.
- Мухаммед Штайе — палестинский политический и государственный деятель, премьер-министр Палестины.